# Lycozoarces regani
Lycozoarces regani, es una especie de pez actinopeterigio marino, la única del género monotípico Lycozoarces de la familia de los zoárcidos.

## Morfología
Con el cuerpo alargado típico de la familia y una longitud máxima descrita de 15,2 cm.

## Distribución y hábitat
Se distribuye por el noroeste del océano Pacífico, desde le mar de Ojotsk (Rusia) hasta el estrecho de Tartaria en el norte del mar del Japón. Son peces marinos de aguas templadas, de comportamiento demersal que habitan a una profundidad entre los 50 m y los 300 m.